# Pamphobeteus fortis
Pamphobeteus fortis là một loài nhện trong họ Theraphosidae.
Loài này thuộc chi Pamphobeteus. Pamphobeteus fortis được miêu tả năm 1875 bởi Ausserer.